# Óscar Munguía
Óscar Seín Munguía Zelaya (La Ceiba; 6 de julio de 1991-Ibídem; 18 de noviembre de 2018) fue un futbolista hondureño que jugaba como portero en el Vida de la Liga Nacional de Honduras.

## Trayectoria
Debutó profesionalmente en Liga Nacional el 17 de abril de 2010, con el Victoria, durante un juego de visita contra Real España, el cual finalizó con derrota de 2 a 1. Tras su paso por el club «jaibo», Munguía militó en clubes de la Liga de Ascenso de Honduras como Villanueva y Arsenal de Roatán. A mediados de 2016 fichó por el Vida, con quienes disputó su último juego el 23 de septiembre de 2018 en la derrota de visita contra Juticalpa por 3 a 1.

## Muerte
Fue asesinado la madrugada del 18 de noviembre de 2018 en un hotel de La Ceiba, en el norte de Honduras. Según los primeros informes, Munguía, en supuesto estado de ebriedad, inició una discusión dentro del bar del hotel. Acto seguido, otra persona (probablemente ofendida por Munguía), y quien también se encontraba departiendo en el establecimiento, sacó un arma de fuego y disparó varias veces contra el jugador y su acompañante, Vivian López, quien también perdió la vida durante el violento suceso.

## Clubes
| Club              | País     | Año       |
| ----------------- | -------- | --------- |
| Victoria          | Honduras | 2010-2012 |
| Villanueva        | Honduras | 2013      |
| Victoria          | Honduras | 2013      |
| Arsenal de Roatán | Honduras | 2014-2016 |
| Vida              | Honduras | 2016-2018 |